# Diamin N-acetiltransferaza
Diamin N-acetiltransferaza (EC 2.3.1.57, spermidinska acetiltransferaza, putrescinska acetiltransferaza, enzim putrescin (diamin)-acetilacije, diaminska acetiltransferaza, spermidin/sperminska N1-acetiltransferaza, spermidinska 1-acetiltransferaza, acetil-koenzim A-1,4-diaminobutanska N-acetiltransferaza, putrescinska acetilaza, putrescinska N-acetiltransferaza) je enzim sa sistematskim imenom acetil-KoA:alkan-alfa,omega-diamin N-acetiltransferaza. Ovaj enzim katalizuje sledeću hemijsku reakciju
acetil-KoA + alkan-alfa,omega-diamin {\displaystyle \rightleftharpoons } KoA + N-acetildiamin
Ovaj enzim deluje na propan-1,3-diamin, pentan-1,5-diamin, putrescin, spermidin (formira N1- i N8-acetilspermidin), spermin, N1-acetilspermidin i N8-acetilspermidin.

## Literatura
- Nicholas C. Price; Lewis Stevens (1999). Fundamentals of Enzymology: The Cell and Molecular Biology of Catalytic Proteins (Third изд.). USA: Oxford University Press. ISBN 019850229X.
- Eric J. Toone (2006). Advances in Enzymology and Related Areas of Molecular Biology, Protein Evolution (Volume 75 изд.). Wiley-Interscience. ISBN 0471205036.
- Branden C; Tooze J. Introduction to Protein Structure. New York, NY: Garland Publishing. ISBN 0-8153-2305-0.
- Irwin H. Segel. Enzyme Kinetics: Behavior and Analysis of Rapid Equilibrium and Steady-State Enzyme Systems (Book 44 изд.). Wiley Classics Library. ISBN 0471303097.

## Spoljašnje veze
- Diamine+N-acetyltransferase на 